# Alley Baggett
Pour les articles homonymes, voir Baggett.
Alley Baggett (née le 14 juillet 1973) est un mannequin philippino-américain.

## Filmographie
- Playboy's Girls of Hooters (1994) (V) (as Alma Baggett)
- Entertainment Tonight Correspondent (1996-1998)
- Howard Stern's Private Parts (1997)
- Sin City Spectacular (episode # 1.17) 1 February 1999 (TV Guest Appearance)
- World Wrestling Entertainment Sunday Night Heat Correspondent

## Apparitions dans les numéros spéciaux dePlayboy
- Playboy's Book of Lingerie Vol. 43 May 1995.
- Playboy's Book of Lingerie Vol. 45 September 1995 - pages 16-17, 50-51.
- Playboy's Book of Lingerie Vol. 46 November 1995 - pages 8-9.
- Playboy's Book of Lingerie Vol. 47 January 1996.
- Playboy's Sexy Swimsuits February 1996 - pages 8, 17, 26-27, 39, 46, 50-51, 64-65, 72-73, 90-91.
- Playboy's Book of Lingerie Vol. 48 March 1996 - cover.
- Playboy's Book of Lingerie Vol. 49 May 1996.
- Playboy's Book of Lingerie Vol. 51 September 1996.
- Playboy's Book of Lingerie Vol. 53 January 1997 - cover.
- Playboy's Book of Lingerie Vol. 54 March 1997.
- Playboy's Book of Lingerie Vol. 59 January 1998 - cover, Gen Nishino, pages 28-33; Mizuno, page 90.
- Playboy's Real Sex February 1998 - cover.
- Playboy's Book of Lingerie Vol. 60 March 1998 - pages 12-13, 34-35.
- Playboy's Wet & Wild April 1998.
- Playboy's Book of Lingerie Vol. 62 July 1998 - Steven Lippman, front & back covers,  pages 1, 3-9.
- Playboy's Girlfriends July 1998 - pages 18-19.
- Playboy's Body Language October 1998.
- Playboy's Nudes December 1998 - pages 76-79.
- Playboy's Book of Lingerie Vol. 65 January 1999 - front & back covers, pages 1, 84-91.
- Playboy's Book of Lingerie Vol. 66 March 1999.
- Playboy's Book of Lingerie Vol. 67 May 1999 - pages 76-77.
- Playboy's Book of Lingerie Vol. 68 July 1999 - pages 12-13.
- Playboy's Voluptuous Vixens Vol. 3 October 1999.
- Playboy's Book of Lingerie Vol. 70 November 1999.
- Playboy's Barefoot Beauties December 1999.
- Playboy's Book of Lingerie Vol. 71 January 2000 - front & back covers, pages 1-3, 26-31, 36-37, 66-67, 92-93.
- Playboy's Girls of Summer May 2000.
- Playboy's Book of Lingerie Vol. 74 July 2000 - cover, pages 1 & 4-11.
- Playboy's Book of Lingerie Vol. 75 September 2000.
- Playboy's Voluptuous Vixens Vol. 4 October 2000.
- Playboy's Nudes December 2000.
- Playboy's Barefoot Beauties Vol. 2 January 2001.
- Playboy's Book of Lingerie Vol. 77 January 2001 - front & back covers, pages 1, 4-7, 34-35, 64-65, 92-93.
- Playboy's Wet & Wild January 2001 - pages 4-7.
- Playboy's Book of Lingerie Vol. 80 July 2001.
- Playboy's Book of Lingerie Vol. 83 January 2002.
- Playboy's Book of Lingerie Vol. 89 January 2003.
- Playboy's Voluptuous Vixens Vol. 7 April 2003.
- Playboy's Exotic Beauties Vol. 2 August 2003.
- Playboy's Book of Lingerie Vol. 100 January 2005 - front & back covers, pages 1, 12-13.